# هارومي نيموتو
هارومي نيموتو (باليابانية: 根本はるみ؛ بالكانا: ねもと はるみ) هي عارضة وتارينتو يابانية، ولدت في 28 يوليو 1980 في إيتشيهارا في اليابان.

## وصلات خارجية
- هارومي نيموتو على موقع IMDb (الإنجليزية)
- هارومي نيموتو على موقع قاعدة بيانات الفيلم (الإنجليزية)